# Hockey su prato ai Giochi della XXII Olimpiade
Le gare di hockey su prato alle olimpiadi estive del 1980 si sono svolte a Mosca in Unione Sovietica.

## Formula
6 squadre hanno gareggiato sia nel torneo maschile sia in quello femminile.
Nel torneo maschile le prime due hanno giocato la finale che ha assegnato la medaglia d'oro e la medaglia d'argento.
Nel torneo femminile la classifica del girone ha determinato direttamente il podio.

## Squadre partecipanti

### Uomini
Girone A
- Spagna
- India
- Unione Sovietica
- Polonia
- Cuba
- Tanzania

### Donne
Girone A
- Zimbabwe
- Cecoslovacchia
- Unione Sovietica
- India
- Austria
- Polonia

## Calendario
| Uomini | 1°T | 1°T |  | 1°T | 1°T |     | 1°T |     |     | Finale |     |     | 1 |
| Donne  |     |     |  |     |     | 1°T |     | 1°T | 1°T |        | 1°T | 1°T | 1 |
| Totale |     |     |  |     |     |     |     |     |     | 1      |     |     | 1 |

|  | Qualificazioni |  | FINALI |

## Podi

### Gara maschile
| Evento                   | Oro   | Argento | Bronzo           |
| Hockey su prato maschile | India | Spagna  | Unione Sovietica |

### Gara femminile
| Evento                    | Oro      | Argento        | Bronzo           |
| Hockey su prato femminile | Zimbabwe | Cecoslovacchia | Unione Sovietica |

## Medagliere per nazioni
| Pos.   | Nazione          | Oro | Argento | Bronzo | Totale |
| ------ | ---------------- | --- | ------- | ------ | ------ |
| 1      | Zimbabwe         | 1   | 0       | 0      | 1      |
| 1      | India            | 1   | 0       | 0      | 1      |
| 3      | Spagna           | 0   | 1       | 0      | 1      |
| 3      | Cecoslovacchia   | 0   | 1       | 0      | 1      |
| 5      | Unione Sovietica | 0   | 0       | 2      | 2      |
| Totale | Totale           | 2   | 2       | 2      | 6      |